# كاثرين غراي
كاثرين غراي (بالإنجليزية: Kathryn Gray)‏ هي شاعرة بريطانية، ولدت في 1973 في Caerphilly ‏ في المملكة المتحدة.